# 機場警署
機場警署（英語：Airport Police District Station）又稱機場區警署，是香港警務處新界南總區機場警區的警署，位于香港新界大嶼山赤鱲角島香港國際機場航膳西路8號。

## 歷史
為配合啟德機場退役，香港國際機場的搬遷，以及赤鱲角機場於1998年7月6日啟用，機場警署亦由舊址搬遷至現址，於1998年4月24日，由時任警務處處長許淇安主持開幕式啟用。此外，為了配合環境保護意識，機場警署設有動作感應器，確保於無人時段會自動熄滅電燈火，並且安裝了太陽能電池板作為能源供應。

## 設備

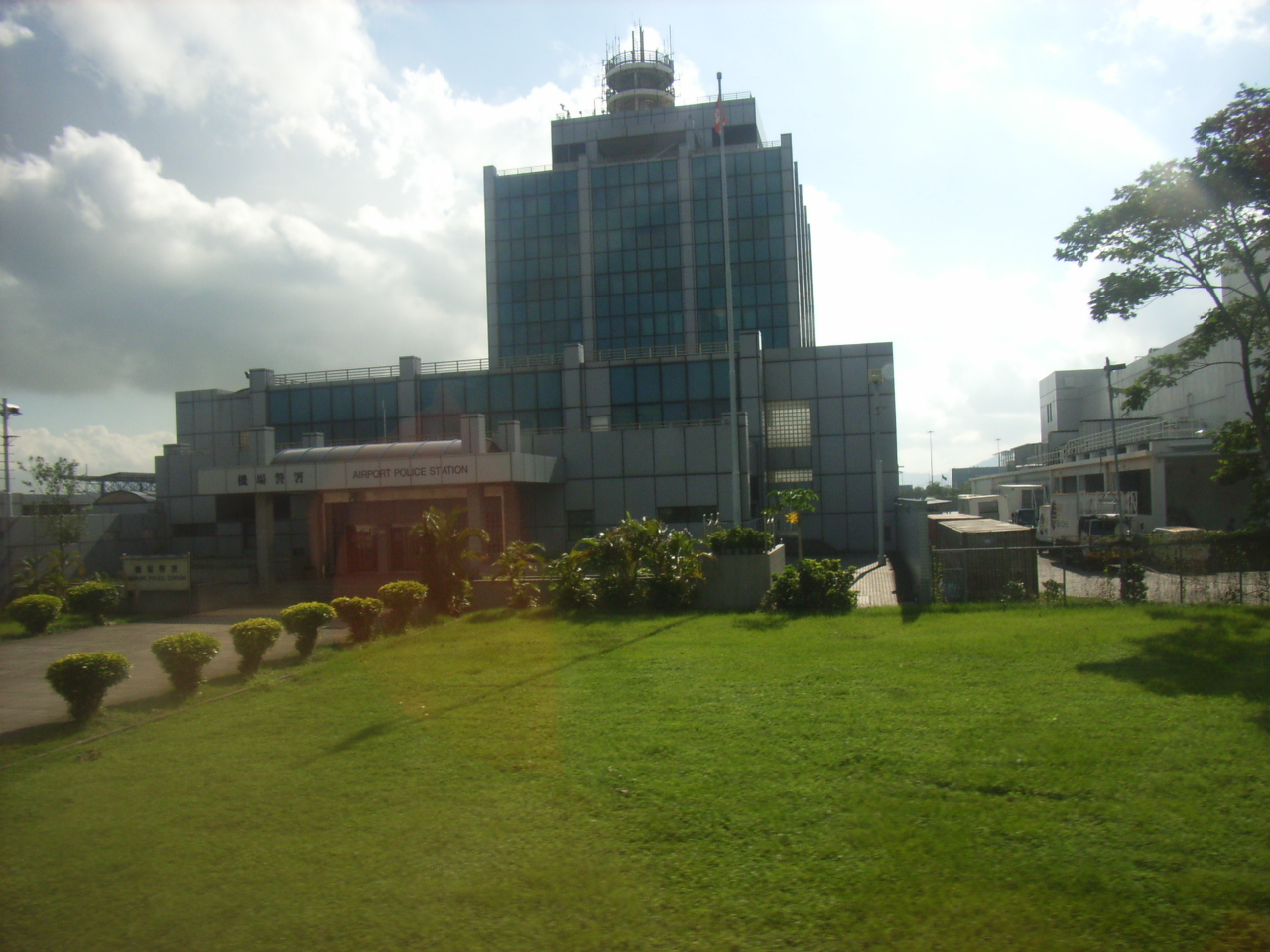
機場警署

機場警署內的閉路電視監察中心，總共監視香港國際機場室內室外逾600閉路電視鏡頭，可以隨時控制角度轉換，以及將鏡頭拉近或推遠。故此，整個機場範圍以及禁區均被嚴密監視。此外，基於機場警區的地理及特殊環境，機場警署3樓設有一所世界上最先進的機場警察控制中心（英文：Airport Police Control Room）。中心除了負責調配警區內的警察力量，更與機場中央控制中心保持聯絡，以應付與飛機或者機場有關係的重大事故，例如墜機等等。

## 鄰近地點
- 空郵中心